# Lasha Bekauri
Lasha Bekauri (georgià: ლაშა ბექაური)  (Arkhiloskalo, 26 de juliol de 2000) és un judoka georgià que competeix en la categoria de pes mitjà (actualment -90 Kg). Ha participat en 2 Olimpíades, guanyant 2 medalles d'or i convertint-se en el primer judoka georgià en aconseguir-ho. A més, ha guanyat 4 medalles (1 d'or) en els Campionats del Món i 4 medalles (1 d'or) als Campionats d'Europa.

## Trajectòria professional
| Jocs Olímpics      | Jocs Olímpics | Jocs Olímpics | Jocs Olímpics |
| Any                | Seu           | Posició       | Categoria     |
| ------------------ | ------------- | ------------- | ------------- |
| 2020               | Tòquio        | 1             | -90 Kg        |
| 2024               | París         | 1             | -90 Kg        |
| 2024               | París         | 1/16 final    | Equips mixt   |
| Campionat del Món  |               |               |               |
| 2022               | Taixkent      | 3             | -90 Kg        |
| 2023               | Doha          | 2             | -90 Kg        |
| 2023               | Doha          | 3             | Equips mixt   |
| 2025               | Budapest      | 1/8 final     | -90 Kg        |
| 2025               | Budapest      | 1             | Equips mixt   |
| Campionat d'Europa |               |               |               |
| 2021               | Lisboa        | 1             | -90 Kg        |
| 2023               | Montpeller    | 2             | -90 Kg        |
| 2024               | Zagreb        | 3             | -90 Kg        |
| 2024               | Zagreb        | 2             | Equips mixt   |